# سرطان كماني أبيض الأرجل
سرطان كماني أبيض الأرجل (الاسم العلمي: Uca albimana) هو نوع من الحيوانات يتبع جنس السرطان الكماني من فصيلة السرطانات الشبحية.